# バノッシュ

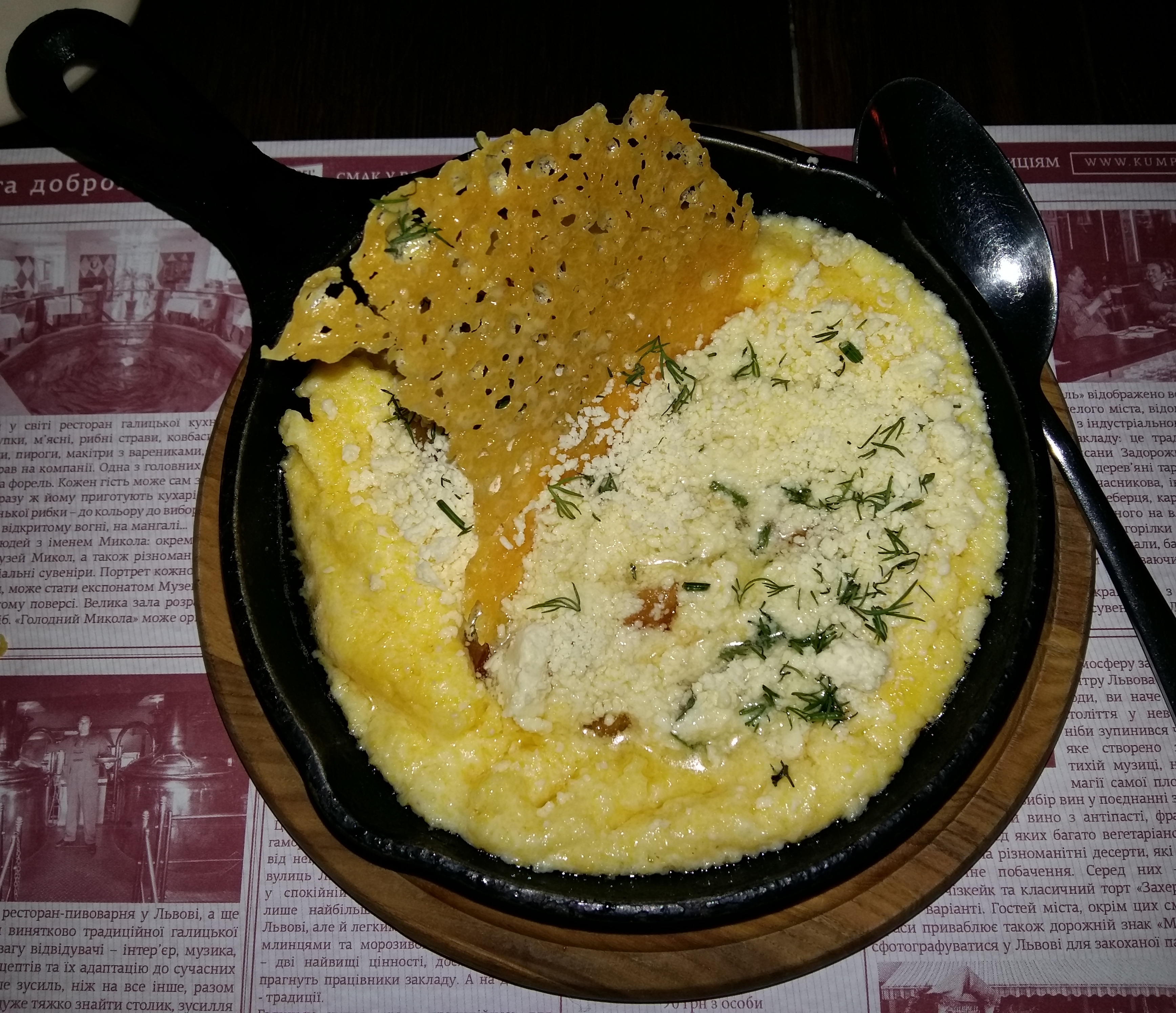
バノッシュの例（リヴィウ）

バノッシュ（ウクライナ語: Ба́нош, Banosh、ウクライナ語: Ба́нуш, Banush）はウクライナのカルパティア山脈地帯に居住するフツル人の間で食されている伝統的な料理。コーンミールの粥（ポリッジ）である。日本語のカタカナ表記では「バノシュ」とも。
生クリームやサワークリームで調理し、そのままで食べるほか、フレッシュラード、チーズ、マッシュルームと一緒に食べる。
山岳地帯での生活は厳しく、1日の終わりに調理時間を長くとれないため、手早く調理でき満腹感の得られる料理が便利であり、好まれている。伝統的には屋外の裸火で調理され、羊乳から作る塩気の強いチーズ・ブリンザや、カードの一種であるヴルーダが添えられる。
食べ残しは、冷蔵庫で保存すれば数日保つ。
フツルではコーンミールを用いた料理には様々なものが食されており、水で調理してニンニクで味付けする「クレシャ」、牛乳で調理して鶏卵を加える「イェシュニツァ」、バノッシュを焼いた「トカン」などがバノッシュのバリエーションとして食されている。